# Padre Island
Padre Island ist eine Insel vor der Küste von Texas. Sie ist die weltweit längste Düneninsel. Benannt wurde die Insel nach Padre José Nicolás Ballí (177?–1829), der die erste Mission im Cameron County gründete.
Padre Island ist rund 210 Kilometer lang und erstreckt sich von Corpus Christi im Norden bis nach South Padre Island im Süden. Vom Festland ist sie durch die Laguna Madre getrennt. Durch eine Straße ist sie im Norden mit der Mustang Island verbunden. Im Süden verbindet sie der Queen Isabella Causeway (Texas State Route 100) mit Port Isabel auf dem Festland. Zwischen der Südspitze der Insel und der sich südlich anschließenden viel kleineren Halbinsel Brazos Island liegt der Brazos Santiago Pass.
Das Dünenfeld durchläuft saisonal abbauende und aufbauende Phasen, sodass sie im Winter auf eine fast plane Sandfläche reduziert wird, um im Frühjahr und Sommer wieder zu Dünen angehäuft zu werden.
Die Insel ist dünn besiedelt. Im Süden liegen die Gemeinden South Padre Island und Port Isabel. Im zentralen Teil liegt der Padre Island National Seashore. Seit 1964 ist die Insel zweigeteilt. Der künstliche Kanal Port Mansfield Channel trennt die Insel in die North Padre Island und die South Padre Island.